# Rue Riguepels
La rue Riguepels (en occitan : carrièra Tira Pel) est une voie de Toulouse, chef-lieu de la région Occitanie, dans le Midi de la France.

## Situation et accès

### Description
La rue Riguepels est une voie publique. Elle se situe au cœur du quartier Saint-Étienne, dans le secteur 1 - Centre. Longue de 130 mètres et large de 10 mètres environ, d'orientation ouest-est, elle suit un parcours relativement tortueux. Elle naît de la place Saint-Étienne et rencontre la rue de Metz au croisement de la rue Joseph-de-Malaret, qu'elle reçoit au nord. Elle se termine au croisement de la rue Sainte-Anne. Elle est bordée, sur tout le côté sud, par le square du Cardinal-Jules-Saliège.
La chaussée compte une voie de circulation automobile, à double-sens entre la place Saint-Étienne et la rue de Metz, et en sens unique, de la rue de Metz vers la rue Sainte-Anne. Elle appartient à une zone de rencontre et la vitesse y est limitée à 20 km/h. Il n'existe pas de bande, ni de piste cyclable, quoiqu'elle soit en double-sens cyclable sur toute sa longueur.

### Voies rencontrées
La rue Riguepels rencontre les voies suivantes, dans l'ordre des numéros croissants (« g » indique que la rue se situe à gauche, « d » à droite) :
1. Place Saint-Étienne (g)
2. Rue Samuel-Paty (d)
3. Square du Cardinal-Jules-Saliège (d)
4. Rue de Metz (g)
5. Rue Sainte-Anne

### Transports
La rue Riguepels n'est pas directement desservie par les transports en commun Tisséo. Elle se trouve cependant à proximité du boulevard Lazare-Carnot, où se trouvent la station François-Verdier, sur la ligne de métro , ainsi que les arrêts des lignes de Linéo L1L8L9 et de bus 29.
Les stations de vélos en libre-service VélôToulouse les plus proches sont les stations no 24 (14 place Saint-Étienne) et no 99 (7 rue du Rempart-Saint-Étienne).

## Odonymie
Le nom de la rue Riguepels est ancien et se rencontrait déjà, quoique sous une forme différente, dans la première moitié du XIVe siècle : la rue était alors désignée comme la rue Tirepel. Ce nom étrange lui venait d'une tête sculptée, grimaçant de douleur et s'arrachant les cheveux (tirar, « tirer » ou « arracher », et pel, « cheveu » en occitan), qui se trouvait sur une maison, aujourd'hui disparue (ancien no 2), à l'angle de la place Saint-Étienne et du square du Cardinal-Jules-Saliège. Au XVIe siècle, le nom évolua et devint Darriguepel, sous l'influence du gascon (darrigar, « arracher » en gascon). Dans la deuxième moitié du XVIIIe siècle, ce nom se transforma finalement en Riguepels.
Le nom de Riguepels ne s'appliquait cependant qu'à la partie de la rue qui va de la place Saint-Étienne au carrefour de la rue Joseph-de-Malaret. La deuxième partie de la rue, qui allait jusqu'à la porte Saint-Étienne (aujourd'hui au croisement de la rue Sainte-Anne), était justement connu comme la rue de la Porte-Saint-Étienne : ce nom se rencontrait déjà au milieu du XVe siècle.
En 1794, pendant la Révolution, la rue Riguepels et la rue de la Porte-Saint-Étienne furent nommées ensemble rue la Raison : la cathédrale Saint-Étienne avait en effet été dédiée au culte de la Raison et la place Saint-Étienne, elle aussi rebaptisée place de la Raison, tandis que la porte Saint-Étienne recevait le même nom. Les deux rues reprirent cependant rapidement leurs premiers noms.
Dans la première moitié du XIXe siècle, comme la rue de la Porte-Saint-Étienne était déplacée plus au nord (actuelle partie de la rue de Metz entre la rue Joseph-de-Malaret et le boulevard Lazare-Carnot), l'ancien tracé de la rue disparut sous les constructions nouvelles. Ce n'est qu'au début du XXe siècle, après le percement de la rue de Metz et la construction d'un nouvel immeuble (actuel no 19), que l'ancienne rue de la Porte-Saint-Étienne fut à nouveau percée, mais elle prit alors le nom de la rue Riguepels.

## Histoire

### Antiquité
L'actuelle rue Riguepels correspond approximativement à une des voies romaines de la Toulouse antique, qui traversait la ville romaine d'est en ouest, à partir de la porte Est de la ville (actuellement carrefour des rues Riguepels et Sainte-Anne). Ce decumanus a cependant un tracé plus rectiligne que la rue actuelle et a un tracé parallèle à l'actuelle rue de Metz. Le decumanus longe alors un quartier de prestige : il semble qu'une vaste place s'étendait jusqu'à un temple, situé plus au sud (sur le sol de l'actuelle chapelle Sainte-Anne). L'espace est peut-être agrémenté de statues : un fragment en marbre de la statue officielle d'un militaire, un pied en marbre ou encore une statue de Vénus anadyomène en marbre témoignent de la richesse de ce quartier.

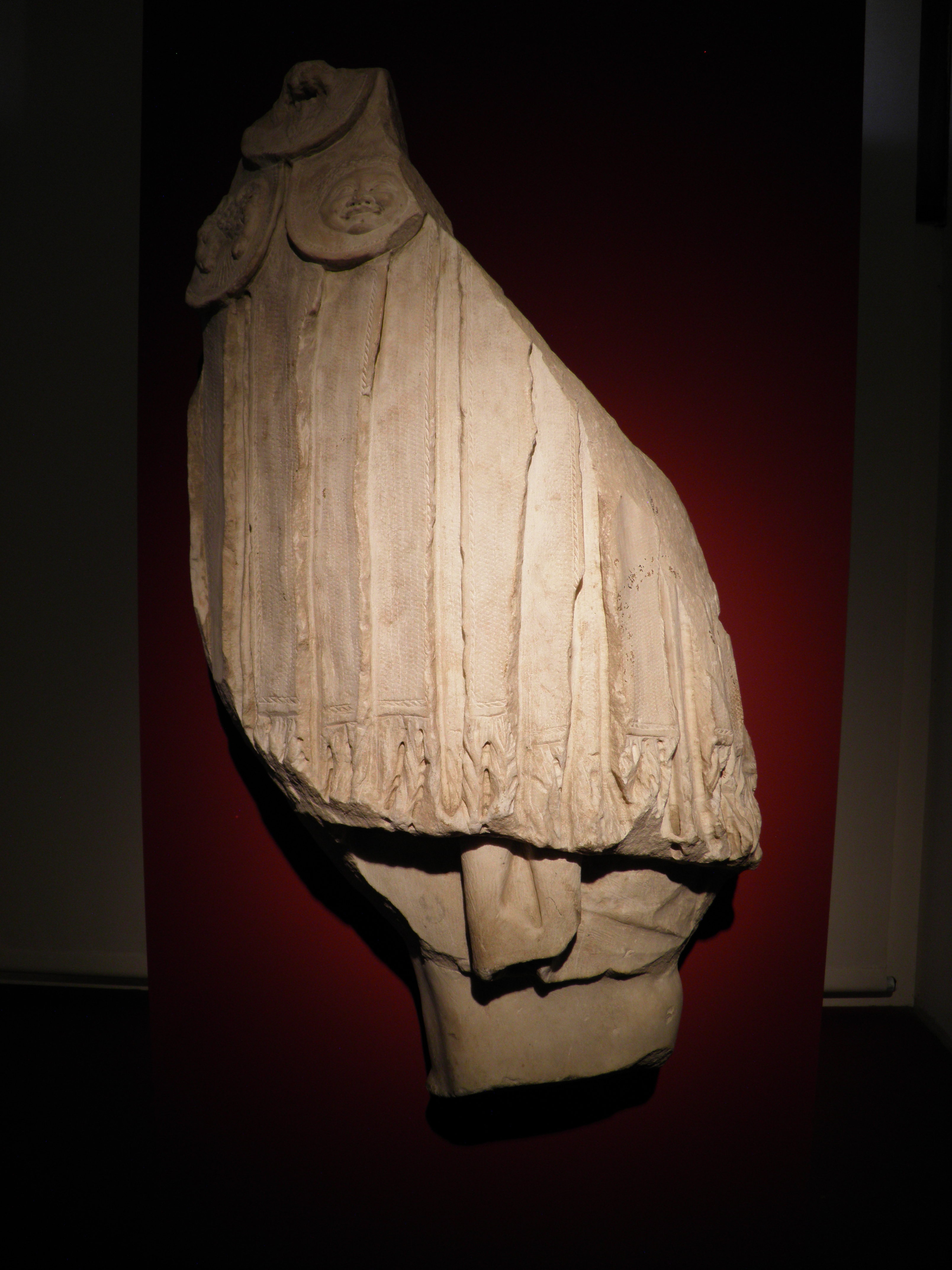
Morceau d'une statue cuirassée (musée Saint-Raymond, Ier siècle).
Vénus anadyomène (musée Saint-Raymond, Ier siècle).

### Moyen Âge et période moderne
Au Moyen Âge, l'actuelle rue Riguepels est séparée en deux rues, qui dépendent du capitoulat de Saint-Étienne : la rue Tirepel ou Darriguepel, qui va de la place Saint-Étienne à la rue de Lages (actuelle rue Joseph-de-Malaret), et la rue de la Porte-Saint-Étienne, qui va de la rue de Lages à la porte Saint-Étienne (emplacement de l'actuel carrefour des rues Riguepels et Sainte-Anne). Elle est dominée au sud par la cathédrale Saint-Étienne et, en particulier, par les dépendances du chapitre cathédral, qui occupent presque tout le côté sud de la rue de la Porte-Saint-Étienne et une partie de la rue Tirepel.

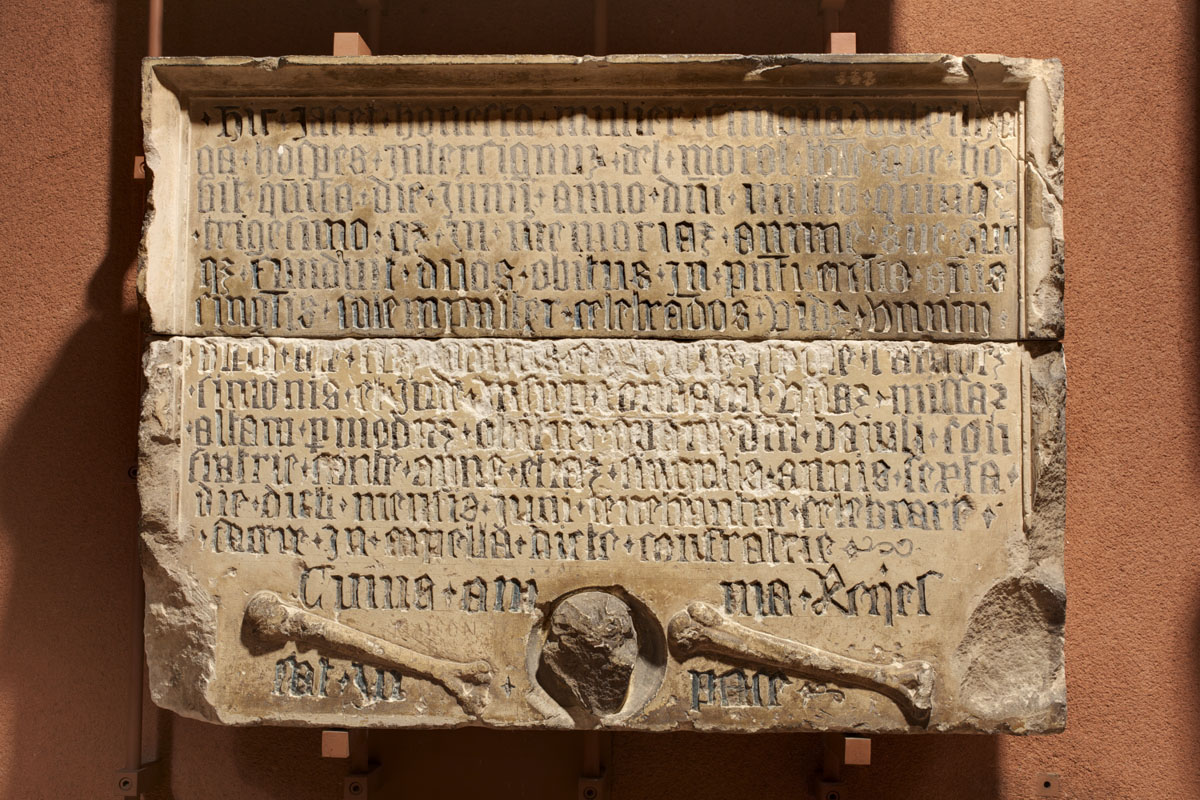
Épitaphe de Simone Volpilhiga, hôtesse de l'auberge du Cap del More (musée des Augustins, 1530).

Les deux rues de la Porte-Saint-Étienne et Tirepel sont alors très fréquentées, car elle elles débouchent, du côté est, à la porte Saint-Étienne, principale porte d'entrée à l'est de la ville. On emprunte, par cette porte, la route qui mène à Castres, et après la Montagne Noire, à Béziers et au Bas-Languedoc. Les deux rues permettent de rejoindre, à l'ouest, la place Saint-Étienne et, par les rues Croix-Baragnon, de la Trilhe (actuelle rue de la Trinité), Secourieux (actuelle rue des Marchands) et la descente du Pont-Vieux (actuelle descente de la Halle-aux-Poissons), au Pont-Vieux qui permet de franchir la Garonne : la route se prolonge alors vers la Gascogne et l'Espagne. La rue Tirepel est donc fréquentée par les voyageurs et les marchands : sur son parcours existe déjà, dans la 2e moitié du XVe siècle, une auberge à l'enseigne de la Tête de Maure, l'hôtellerie du Cap del More (actuel no 15), qui débouche également rue d'Astorg (actuel no 36). À la fin du XVe siècle et au début du siècle suivant, elle est tenue par Simone Volpilhiga, morte en 1530. Du côté nord de la rue de la Porte-Saint-Étienne, on trouve à la même époque une autre auberge, l'hôtellerie de Saint-Michel. À côté, contre la porte Saint-Étienne, se trouve également un hôpital pour les pauvres, l'hôpital des Donats.
L'incendie du 7 mai 1463 provoque d'importantes destructions dans le quartier. Les rues Tirepel et de la Porte-Saint-Étienne, très populeuses, conservent une population très mélangée, d'artisans, de marchands, d'hommes de loi, avocats et notaires, de docteurs et de chirurgiens, ou encore de conseillers au parlement. Les constructions restent cependant modestes et aucun hôtel particulier n'est élevé sur le sol de ces rues. Au contraire, on élève encore jusqu'au XVIIIe siècle, et malgré les interdictions répétées des capitouls, des maisons en corondage (actuel no 7).

### Époque contemporaine
Les premières transformations notables interviennent après la Révolution. En 1813, la rue Sainte-Anne, qui se terminait en impasse, est poursuivie jusqu'à la rue de la Porte-Saint-Étienne, qu'elle rencontre au-devant de la porte Saint-Étienne. Les travaux se poursuivent dans les années suivantes : on décide de réaménager le quartier autour de la porte Saint-Étienne, afin de faciliter la circulation dans ce quartier, qui est encombré aussi bien à l'intérieur des remparts qu'au-delà des remparts, autour de la rue du faubourg Saint-Étienne (actuelle rue des Frères-Lion), qui se développe depuis la fin du XVIIIe siècle. Après que la porte Saint-Étienne est démolie en 1826, la rue de la Porte-Saint-Étienne est élargie, avant 1847, jusqu'aux allées Saint-Étienne (actuelles allées Forain-François-Verdier). Cette voie nouvelle (actuelle partie de la rue de Metz entre la rue Joseph-de-Malaret et les allées Forain-François-Verdier), large et aérée, est rapidement lotie, faisant disparaître l'ancien tracé de la rue de la Porte-Saint-Étienne.
Dans les dernières années du XIXe siècle, la rue est encore touchée par les travaux de réaménagement des voies de circulation. Entre 1896 et 1903, le percement de la partie est de la rue de Metz, entre la place Étienne-Esquirol et la rue Joseph-de-Malaret, touche plusieurs maisons de la rue Riguepels, qui doivent être toutes reconstruites du côté de la rue de Metz. Plusieurs propriétaires profitent d'ailleurs de l'occasion pour faire édifier de nouvelles façades sur la rue Riguepels en respectant l'alignement selon les préconisations de 1842 (actuels no 3, 5 et 13 à 17). Dans les premières années du XXe siècle, la construction au sud de la rue de la Porte-Saint-Étienne, pour le compte de la Société immobilière grenobloise toulousaine, d'un nouvel immeuble (actuel no 19 et no 62 rue de Metz), permet de prolonger la rue Riguepels jusqu'à la rue Sainte-Anne, sur le tracé de l'ancienne rue de la Porte-Saint-Étienne.

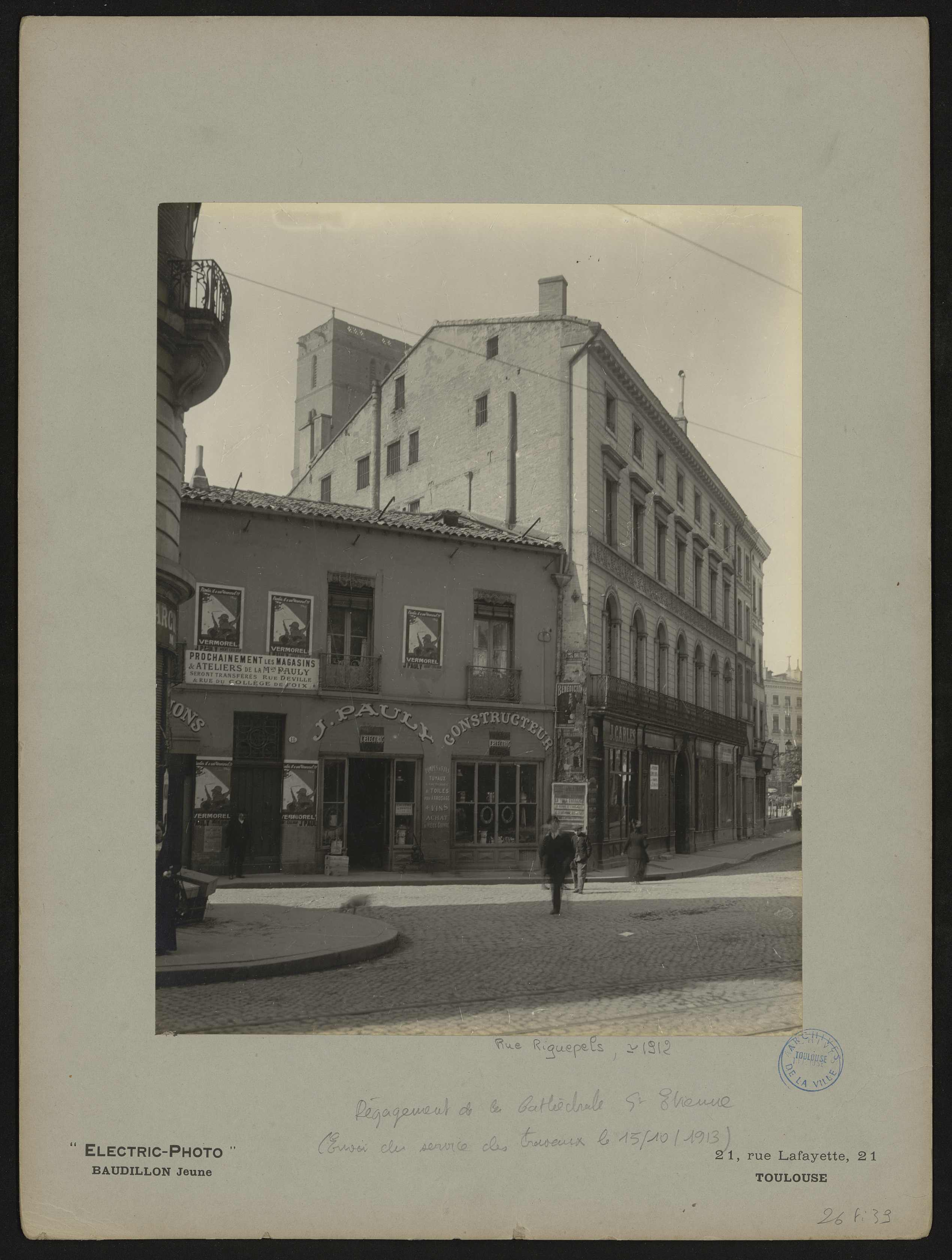
Le côté sud de la rue Riguepels vue de la rue de Metz vers 1912 (par Georges Baudillon, archives municipales).

À partir des années 1920, les projets de la cathédrale Saint-Étienne sont repris : il s'agit notamment d'achever la façade du transept nord et de donner à la cathédrale un nouveau portail monumental. Dans le même temps, il est prévu de dégager de l'espace au nord de la cathédrale afin de la mettre en valeur. Dans ce but, il est prévu d'abattre entièrement le moulon des Cloches, c'est-à-dire toutes les maisons qui se trouvent entre la place Saint-Étienne, la rue Riguepels, la rue Sainte-Anne et la rue des Cloches (qui longe alors le côté nord de la cathédrale), et d'y aménager un jardin public. Entre 1925 et 1926, toutes les maisons du côté sud de la rue Riguepels sont donc abattues.

## Patrimoine et lieux d'intérêt

### Immeubles
- no  7 : immeuble.
L'immeuble est construit dans la première moitié du XVIIIe siècle, mais il a été surélevé d'un étage au siècle suivant. Il est bâti en corondage et s'élève sur trois étages et un niveau de comble, séparés par des cordons moulurés. Le pan de bois est masqué par l'enduit. Les fenêtres sont rectangulaires et ont des appuis et des chambranles également moulurés[7].

- no  9 : maison Ginestet (1929, Jean Delfour)[8].
- no  15 : emplacement de l'auberge du Cap del More (XVIe siècle) ; immeuble (fin du XIXe siècle)[9].

### Porte Saint-Étienne
- carrefour de la rue Sainte-Anne : emplacement de la porte Saint-Étienne.